# Tous les jours Noël
Pour plus de détails, voir Fiche technique et Distribution.
Tous les jours Noël (Christmas Every Day) est un téléfilm de Noël de comédie fantastique américain réalisé par Larry Peerce et sorti en 1996.

## Synopsis
Dans la ville fictive de Greenwood Falls situé en Virginie, Billy Jackson, un adolescent égoïste , est forcé forcé de revivre en boucle le même Noël tous les jours. C'est sa sœur cadette, Sarah, qui a fait le souhait que ce soit Noël tous les jours. 
Répétant le jour de Noël plusieurs fois, Billy doit faire face chaque matin à l’intimidateur de l’école, puis participer à la dispute entre son père épicier et son oncle, qui veut construire un méga-magasin et ruiner les marchands locaux. 
Finalement, l'adolescent réussit à comprendre le vrai sens de la fête de Noël en résolvant tous les problèmes de ses proches.

## Fiche technique
- Titre original : Christmas Every Day
- Titre français : Tous les jours Noël
- Réalisation : Larry Peerce
- Scénario : Stephen Alix, d'après les œuvres de Stephen Alix, Nancey Silvers et William Dean Howells
- Photographie : Gideon Porath
- Montage : Jerrold L. Ludwig
- Musique : Billy Goldenberg
- Costumes : Patsy Rainey
- Décors : Steve George
- Casting : Darlene Kaplan
- Producteur : Gary M. Goodman et Barry Rosen
  - Coproducteur : Stephen Alix et John Byers
- Sociétés de production : Goodman/Rosen Productions, MTM Enterprises et International Family Entertainment, Inc.
- Sociétés de distribution : International Family Entertainment, Inc.
- Pays d'origine :  États-Unis
- Langue originale : anglais
- Format : couleur
- Genre : Comédie fantastique
- Durée : 95 minutes
- Dates de sortie : 
  - États-Unis : 1er décembre 1996

## Distribution
- Robert Hays : Henry Jackson
- Bess Armstrong : Molly Jackson
- Erik von Detten : Billy Jackson
- Yvonne Zima : Sarah Jackson
- Robert Curtis Brown : Oncle David Jackson
- Robin Riker : Tante Carolyn Jackson
- Julia Whelan : Cousine Jacey Jackson
- Terrence Currier : M. Charmers
- George Allen, Jr. : lui-même
- Nancy Cartwright : la petite fille